# Yorke Peninsula Council
Yorke Peninsula är en kommun i Australien. Den ligger i delstaten South Australia, omkring 96 kilometer väster om delstatshuvudstaden Adelaide. Antalet invånare är 11 119.
Följande samhällen finns i Yorke Peninsula:
- Ardrossan
- Port Victoria
- Maitland
- Minlaton
- Yorketown
- Stansbury
- Edithburgh
- Port Vincent
- Coobowie
- Port Julia
- Arthurton
- Wool Bay
- Port Price
- Warooka
- Point Turton
- Corny Point
- Curramulka
- Agery

Trakten runt Yorke Peninsula består till största delen av jordbruksmark. Runt Yorke Peninsula är det mycket glesbefolkat, med 2 invånare per kvadratkilometer. Genomsnittlig årsnederbörd är 583 millimeter. Den regnigaste månaden är juni, med i genomsnitt 111 mm nederbörd, och den torraste är januari, med 12 mm nederbörd.